# 先輩
先輩（せんぱい）とは、日本標準語で、学校や会社などにおいて、その組織に先に加入したものを指す言葉で、それが同じ者は同輩（どうはい）などと言う。「入った順番」が基準になり、年齢は一切問わないので、会社では「年下の先輩」「年上の後輩」になることもある。特定人物への単純な敬称や愛称として用いる場合もある。自分が入学する前に卒業した人など「知らない人同士」であっても（小学校は7歳以上、中学校と高校は4歳以上、大学は5歳以上の年齢差がある場合）先輩とされることが多い。
英語圏、その他の言語では、先輩と同義になる単語が無い、もしくは複数該当し煩雑化するため、そのままSenpaiと表記することもある。

## 先輩の持つ社会的力の種類

### 待遇表現上の先輩の社会的力
先輩は特権として後輩を差別する権利を保障されており、「後輩」に対する見下し表現（いわゆるタメ語）の使用権と、服従表現（いわゆる敬語）の要求権を保持している。

### 先輩の後輩への命令権やハラスメント権
先輩は、場合によっては、PL学園高校で起こったように、「後輩の嫌がることを命令する権利（パワハラ）」、「後輩を暴行する権利を集団内で暗黙の裡に認められること」を実際に行使することもある。同様の事件は、天理大学でも起こっている。
先輩の持つ力は、各部活、各学校によって違うが、極端な例として、日体大女子バレー部では、マニュアルとして、下級生がやるべきことが300項目もあり、『「汗でぬれた床は素早く拭く。その時、監督がいるベンチに尻を向けてはいけない」「移動で『タクシー』といわれたら、1年生全員で停めにいく」 「お茶は1年生が自腹で買う」「病気で練習を休むときは、4年生全員に電話をする」』といった内容が含まれているという報道があった。

## 先輩による後輩への差別・支配隷属関係を背景とした事件
- 2013年7月16日、山形県酒田市の市立中学校で、当時3年の男子生徒2人が、当時14歳だった2年の男子生徒1人に暴行し、その鼻の骨を折るけがをさせた。この3年生2人は、この2年生がLINEに「3年生は怖くない」という趣旨の書き込みをしたことで、この3年生2人が「上下関係を軽んじられて頭にきた」ことを、その暴行の大義名分として述べた[6]。

- 2011年12月18日、青森山田高校の野球部の当時2年生だったある1人の部員が、同高校敷地内の野球部寮の部屋で、同部所属のある1人の当時1年生の部員を暴行した。この暴行された部員は死亡した。この事件では2012年1月、青森署がこの元上級生を暴行容疑で書類送検した[7]。

- 2011年6月1日、天理高校野球部の、ある4人の当時3年生の部員が、同部活に所属するある3人の当時2年生の部員に対し、その練習中の態度に問題があったことへの制裁として、殴打を加えた。その結果として、その内の1人は右頬骨折や耳の鼓膜が破れるケガを負い、他の2人も軽傷を負った。この殴られた部員たちは、「練習中にボールが当たったと言え」と、殴った部員たちから命令された[8]。

- 2013年10月上旬、延岡学園野球部の、ある1人の当時2年生の部員が、別のある1人の当時1年生の部員に対し、暴行を加えた[9]。

- 2014年4月から7月にかけて、済美高校野球部で、ある複数の2年生部員が、別のある複数の1年生部員に対し、その太腿を蹴り、尻をバットで殴り、カメムシや灯油の飲食をさせようとするなどの行為を行った[10]。日本高野連は、一定期間対外試合禁止をさせる方向で処分を検討し始めた[11]。

- 2013年から2014年にかけて、防衛大学校で、ある複数の学生が、自身よりも後に入学した別のある一人の、2014年当時二年生の学生に対し、その服を脱がせ、その毛に火をつける行為や、その他のいじめを行い、ストレス障害に追い込んだ[12][13]。